# Antonio Gallego Gallego
Antonio Gallego Gallego (Zamora, 21 de abril de 1942-Madrid, 19 de febrero de 2024) fue un historiador del arte, escritor y musicólogo español.

## Biografía
Nació en Zamora el 21 de abril de 1942 y se crio en la comarca cacereña de La Vera. Cursó estudios en el Colegio Sagrado Corazón que la Compañía de Jesús tenía en Carrión de los Condes y se formó en los Conservatorios de Salamanca y Valladolid, donde consiguió el título de profesor de Piano en 1970.  Licenciado en Derecho por la Universidad de Salamanca y en Historia del Arte por la Complutense de Madrid. Discípulo de Federico Sopeña, en 1969 se incorpora a la Real Academia de Bellas Artes de San Fernando como oficial mayor de su secretaría; y luego, a propuesta de Enrique Lafuente Ferrari, fue nombrado secretario técnico de Calcografía Nacionalen 1971; ambos cargos los desempeñó hasta 1978.  Catedrático de Estética e Historia de la Música del Conservatorio Superior de Música de Valencia, y catedrático de Musicología y subdirector del Real Conservatorio Superior de Madrid.
Obtuvo una beca de Investigación en 1977 para realizar un estudio sobre 'Las revistas musicales madrileñas en el siglo XIX'. Entre 1980 y 2005 fue director de los Servicios Culturales de la Fundación Juan March,donde fundó la Biblioteca de Música Española Contemporánea. Director de la Escuela de Musicología “Federico Sopeña” de la Universidad Internacional Menéndez Pelayo entre 2000 y 2005, en dos períodos distintos fue vocal del patronato de la Real Academia de España en Roma. Académico numerario de la Real Academia de Bellas Artes de San Fernando desde 1996, a partir de 2002 también fue académico numerario de la Real Academia Extremeña de las Letras y las Artes. Fue vocal del patronato de la Fundación Archivo Manuel de Falla y presidente de su Comité científico, así como secretario del patronato de la Fundación Jacinto e Inocencio Guerrero.
Miembro fundador de la Sociedad Española de Musicología (SEdeM), dirigió la Revista de Musicología entre 1978 y 1980. Publicó numerosos artículos y más de una docena de libros, entre ellos La música en el Museo del Prado (1972), Música y sociedad (1977), Catálogo de los dibujos de la Calcografía Nacional (1978), Historia del grabado en España (1979), Catálogo de obras de Manuel de Falla (1987), La música en tiempos de Carlos III (1989), Manuel de Falla y El amor brujo (1990), Historia de la música II (1997), El arte de Joaquín Rodrigo (2003) y Al son del roncón: La música en los poetas asturianos (2006).

## El amor brujo
El amor brujo, una de las obras más importantes de Manuel de Falla, se estrenó el 15 de abril de 1915 en el Teatro Lara de Madrid. Posteriormente Falla trabajaría sobre la música, ampliando la orquesta y moviendo el orden de los números hasta llegar a la versión de 1925 estrenada en París por los Ballets Españoles de «La Argentina». Tanto esa primera versión de El amor brujo de 1915 como la segunda de 1916 se daban por perdidas.
En 1986 Antonio Gallego recibió el encargo de catalogación de las músicas conservadas en el Archivo Manuel de Falla de Madrid, cuyo primer fruto fue la publicación del 'Catálogo de obras de Manuel de Falla' (Ministerio de Cultura, Dirección General de Bellas Artes y Archivos, 1987). Es precisamente la partitura de esa primera versión de 1915 estrenada en el Teatro Lara de Madrid la que Antonio Gallego reconstruyó a través de su trabajo de investigación en el Archivo, trabajo posteriormente recogido en el libro 'Manuel de Falla y El amor brujo' (Madrid, 1990).

## Obras
- La música en el Museo del Prado, 1972
- Música y Sociedad, 1977
- Catálogo de los dibujos de la Calcografía Nacional, 1978
- Historia del grabado en España, 1979
- Catálogo de obras de Manuel de Falla, 1987
- La música en tiempos de Carlos III, 1989
- Manuel de Falla y El amor brujo, 1990
- Historia de la Música II, 1997
- El arte de Joaquín Rodrigo, 2003
- Al son del roncón. La música en los poetas asturianos, 2006
- Número sonoro o lengua de la pasión. La música ilustrada de los jesuitas expulsos, 2015.[11]